# Jeffrey Katzenberg
Jeffrey Katzenberg est un producteur et producteur délégué américain né le 21 décembre 1950 à New York. Il est le cofondateur avec Steven Spielberg et David Geffen de DreamWorks SKG où il s'occupe, après un passage décisif chez Walt Disney, du département Animation du studio. Par ailleurs, le « K » du logo du studio vient de son nom, comme le « S » vient de Spielberg, et le « G » final de Geffen.

## Biographie
Issus de familles juives européennes, son père, Walter Katzenberg, est un agent de change à Wall Street. Sa mère, Anne Katzenberg (née Green), est artiste. Jeffrey Katzenberg grandit à New York et est exposé très tôt au monde du divertissement et des affaires, ce qui a influencé sa future carrière dans l'industrie du cinéma et de l'animation.
Il débute en 1975 comme assistant de Barry Diller, directeur des studios Paramount. C'est là qu'il fait la connaissance, en 1976, de Michael Eisner.
En 1984, alors qu'Eisner devient président-directeur général de Disney, Katzenberg est nommé président de Walt Disney Pictures.
Il aide le studio à sortir d'une perte de vitesse proche de la faillite en mettant sur pieds des projets comme Pretty Woman, Le Cercle des poètes disparus, Good Morning, Vietnam, Qui veut la peau de Roger Rabbit ou dans l'animation La Petite Sirène, La Belle et la Bête, Aladdin ou Le Roi lion.
Fort de ces succès, Katzenberg souhaite évoluer au sein de la société Disney. En 1994, la disparition brutale de Frank Wells, président-directeur délégué du groupe, lui laisse penser qu'il est la personne toute désignée pour hériter de ce poste. Mais le conseil d'administration et Eisner lui refusent ce poste. Jeffrey Katzenberg décide donc de quitter le célèbre studio à l'automne 1994.
En 1994, avec l’aide de Steven Spielberg et David Geffen (le fondateur de Geffen Records), il fonde une société de production et de distribution : DreamWorks SKG. Tandis que Spielberg s'occupe au sein du studio de la production de films, et Geffen de la production de musique, Katzenberg est chargé du  département DreamWorks Animation SKG. Il y produit des films d'animation ayant à leurs sorties des succès considérables comme Shrek, qui remportera par ailleurs le premier Oscar du meilleur long métrage d'animation.

## Filmographie

### Commeproducteur
- 1994 : L'Étrange Noël de Monsieur Jack, de Henry Selick (Coproducteur)
- 1998 : Le Prince d'Égypte, de Brenda Chapman, Steve Hickner et Simon Wells
- 2000 : Joseph : Le Roi des rêves, de Rob LaDuca et Robert C. Ramirez
- 2001 : Spirit, l'étalon des plaines, de Kelly Asbury
- 2001 : Shrek, de Andrew Adamson
- 2003 : Sinbad - la légende des sept mers, de Tim Johnson
- 2004 : Shrek 2, de Andrew Adamson

### Commeproducteur délégué
- 1998 : Le Prince d'Égypte, de Brenda Chapman, Steve Hickner et Simon Wells
- 2000 : La Route d'Eldorado, de Don Paul
- 2005 : Wallace et Gromit : Le Mystère du lapin-garou, de Nick Park